# Maikel Chang
Maikel Chang Ramírez (L'Avana, 18 aprile 1991) è un calciatore cubano, centrocampista svincolato.

## Carriera

### Club
Nato all'Avana, Chang ha iniziato a giocare in patria nell'Industriales e nel Ciudad de La Habana, prima di trasferirsi ai Charleston Battery nel 2013. In seguito si è trasferito al Real Monarchs, squadra militante nella USL, per la stagione 2018.
Il 21 novembre 2019 viene acquistato dal Real Salt Lake.

### Nazionale
Il 22 marzo 2012 ha esordito con la nazionale cubana giocando l'amichevole persa 1-0 contro la Giamaica.

## Statistiche

### Presenze e reti nei club
Statistiche aggiornate al 28 agosto 2021.
| Stagione                  | Squadra                   | Campionato                | Campionato | Campionato | Coppe nazionali | Coppe nazionali | Coppe nazionali | Coppe continentali | Coppe continentali | Coppe continentali | Altre coppe | Altre coppe | Altre coppe | Totale | Totale |
| Stagione                  | Squadra                   | Comp                      | Pres       | Reti       | Comp            | Pres            | Reti            | Comp               | Pres               | Reti               | Comp        | Pres        | Reti        | Pres   | Reti   |
| ------------------------- | ------------------------- | ------------------------- | ---------- | ---------- | --------------- | --------------- | --------------- | ------------------ | ------------------ | ------------------ | ----------- | ----------- | ----------- | ------ | ------ |
| 2013                      | Charleston Battery        | USL Pro                   | 7          | 0          | USOC            | 0               | 0               |                    | -                  | -                  |             | -           | -           | 7      | 0      |
| 2014                      | Charleston Battery        | USL Pro                   | 19         | 2          | USOC            | 1               | 1               |                    | -                  | -                  |             | -           | -           | 20     | 3      |
| 2015                      | Charleston Battery        | USL                       | 28         | 3          | USOC            | 2               | 0               |                    | -                  | -                  |             | -           | -           | 30     | 3      |
| 2016                      | Charleston Battery        | USL                       | 31         | 5          | USOC            | 1               | 0               |                    | -                  | -                  |             | -           | -           | 32     | 5      |
| 2017                      | Charleston Battery        | USL                       | 31         | 4          | USOC            | 3               | 0               |                    | -                  | -                  |             | -           | -           | 34     | 4      |
| Totale Charleston Battery | Totale Charleston Battery | Totale Charleston Battery | 116        | 14         |                 | 7               | 1               |                    | -                  | -                  |             | -           | -           | 123    | 15     |
| 2018                      | Real Monarchs             | USL                       | 33         | 4          | USOC            | 0               | 0               |                    | -                  | -                  |             | -           | -           | 33     | 4      |
| 2019                      | Real Monarchs             | USLC                      | 38         | 15         | USOC            | 0               | 0               |                    | -                  | -                  |             | -           | -           | 38     | 15     |
| 2021                      | Real Monarchs             | USLC                      | 2          | 0          |                 | -               | -               |                    | -                  | -                  |             | -           | -           | 2      | 0      |
| Totale Real Monarchs      | Totale Real Monarchs      | Totale Real Monarchs      | 73         | 19         |                 | 0               | 0               |                    | -                  | -                  |             | -           | -           | 73     | 19     |
| 2020                      | Real Salt Lake            | MLS                       | 19         | 1          |                 | -               | -               |                    | -                  | -                  |             | -           | -           | 19     | 1      |
| 2021                      | Real Salt Lake            | MLS                       | 16         | 1          |                 | -               | -               |                    | -                  | -                  |             | -           | -           | 16     | 1      |
| Totale Real Salt Lake     | Totale Real Salt Lake     | Totale Real Salt Lake     | 35         | 2          |                 | -               | -               |                    | -                  | -                  |             | -           | -           | 35     | 2      |
| Totale carriera           | Totale carriera           | Totale carriera           | 224        | 35         |                 | 7               | 1               |                    | -                  | -                  |             | -           | -           | 231    | 36     |

### Cronologia presenze e reti in nazionale
| Cronologia completa delle presenze e delle reti in nazionale ― Cuba | Cronologia completa delle presenze e delle reti in nazionale ― Cuba | Cronologia completa delle presenze e delle reti in nazionale ― Cuba | Cronologia completa delle presenze e delle reti in nazionale ― Cuba | Cronologia completa delle presenze e delle reti in nazionale ― Cuba | Cronologia completa delle presenze e delle reti in nazionale ― Cuba | Cronologia completa delle presenze e delle reti in nazionale ― Cuba | Cronologia completa delle presenze e delle reti in nazionale ― Cuba |
| Data                                                                | Città                                                               | In casa                                                             | Risultato                                                           | Ospiti                                                              | Competizione                                                        | Reti                                                                | Note                                                                |
| ------------------------------------------------------------------- | ------------------------------------------------------------------- | ------------------------------------------------------------------- | ------------------------------------------------------------------- | ------------------------------------------------------------------- | ------------------------------------------------------------------- | ------------------------------------------------------------------- | ------------------------------------------------------------------- |
| 22-2-2012                                                           | Kingston                                                            | Giamaica                                                            | 1 – 0                                                               | Cuba                                                                | Amichevole                                                          | -                                                                   |                                                                     |
| 24-2-2012                                                           | Montego Bay                                                         | Giamaica                                                            | 3 – 0                                                               | Cuba                                                                | Amichevole                                                          | -                                                                   | 59’                                                                 |
| 29-2-2012                                                           | La Paz                                                              | Bolivia                                                             | 1 – 0                                                               | Cuba                                                                | Amichevole                                                          | -                                                                   | 72’                                                                 |
| Totale                                                              |                                                                     | Presenze                                                            | 3                                                                   |                                                                     | Reti                                                                | 0                                                                   |                                                                     |

## Palmarès

### Club

#### Competizioni nazionali
- USL Championship: 1

Real Monarchs: 2019